# Théodore Prodrome
Théodore Prodrome, en grec Θεόδωρος Πρόδρομος, est un écrivain byzantin du XIIe siècle, surtout poète et rhéteur.

## Biographie
Sous ce nom nous est parvenue une œuvre littéraire très abondante et très diverse, à la fois en prose et en poésie, en langue savante et en langue vernaculaire, et malgré les nombreuses études consacrées à cet auteur, sûrement l'un des plus importants du XIIe siècle byzantin, la délimitation de l'œuvre et donc le portrait de l'écrivain restent encore très flous. On parle chez les byzantinistes de « la question prodromique ». Certains spécialistes y ont répondu en distinguant parfois trois ou quatre auteurs différents. Mais depuis Athanase Papadopoulos-Kérameus, beaucoup ont considéré qu'il y avait bien un seul « Théodore Prodrome », avec certains textes à écarter comme relevant d'un « Pseudo-Prodrome ».
Il semble être né autour de l'an 1100, probablement à Constantinople. Jean II, métropolite de Kiev de 1077 à 1089, un Byzantin dont le nom de naissance était Christos Prodromos, était son oncle. Il fut l'élève d'Étienne Skylitzès, professeur de rhétorique à l'Orphanotropheion de Constantinople au début du XIIe siècle (auteur de deux commentaires de la Rhétorique d'Aristote), puis métropolite de Trébizonde en 1126 (Prodrome l'accompagna au moment de sa nomination). Il fut aussi élève de Michel Italikos. En 1122, il commença à célébrer en vers ou en prose les grands événements qui marquaient la vie de la cour et de l'Empire. Sous les règnes des empereurs Jean II et Manuel Ier, il loua ses services de poète et de rhéteur à des membres de la famille impériale et de l'aristocratie, et fit notamment partie du cercle de lettrés fréquentant la maison de la sebastocratorissa Irène († 1151), épouse d'Andronic Comnène, le second fils de l'empereur Jean II, et patronne de plusieurs écrivains de l'époque. Il eut également une activité de professeur de rhétorique, peut-être un temps à l’Orphanotropheion. Il fut atteint de la variole en 1140. Il finit sa vie dans un hospice, sans doute vers 1156/58, et prit l'habit monastique peu avant sa mort sous le nom de Nicolas. Certains le font vivre jusqu'en 1165/70. Nicétas Eugenianos, qui fut son disciple ou son ami, a composé à sa mort une monodie (éloge funèbre).

## Œuvre
Théodore Prodrome passe pour avoir excellé dans une discipline littéraire de l'époque qui s'appelait en grec « σχεδουργία », mot qui revient plusieurs fois dans les textes contemporains conservés, mais qu'on a du mal à définir. Il s'agit apparemment d'une technique particulière de composition, utilisée par exemple dans la rédaction d'un éloge, et dont Anne Comnène, par exemple, dit que c'était une technique difficile et rébarbative.
Les œuvres nombreuses qui lui sont attribuées (163 textes sont généralement jugés authentiques) relèvent notamment du genre historico-biographique (entre autres des poèmes de circonstance, célébrant des événements, ou des éloges de personnes), de la théologie, de la philosophie, de la rhétorique, du roman, de l'hagiographie, etc. Sa poésie historique et ses discours offrent souvent un grand intérêt documentaire sur l'époque, avec maints détails qui font défaut chez les historiens. En poésie, il est un des premiers auteurs byzantins à avoir composé en langue vulgaire. On a aussi de lui des dialogues satiriques en prose inspirés de Lucien de Samosate (Amarante ou les amours d'un vieillard, L'amitié en exil, Vente à l'encan de poètes et d'hommes politiques). En philosophie, il a laissé un commentaire aux Seconds Analytiques d'Aristote. Dans le domaine religieux, il y a (entre autres) un commentaire des canons liturgiques de Côme de Maïouma et de Jean Damascène. On lui attribue d'autre part une grammaire (dédiée à la sebastocratorissa Irène). Il faut aussi mentionner des lettres (une vingtaine conservées, dont 17 éditées dans la PG).
Parmi ses œuvres célèbres, on peut relever :
- Rhodanthè et Dosiclès (Τὰ κατὰ Ῥοδάνθην καὶ Δοσικλέα), roman en 4 614 vers de douze syllabes, organisé en neuf livres, inspiré des Éthiopiques d'Héliodore d'Émèse ; édité pour la première fois par Gilbert Gaulmin avec une traduction latine (Paris, 1625), et traduite en français par Godard de Beauchamps ;
- la Catomyomachie (Κατομυομαχία) ou Galéomyomachie, poème burlesque racontant une guerre entre un chat et des souris, imitation de la Batrachomyomachie antique ;
- deux calendriers en vers : un, incomplètement conservé dans le Vaticanus gr. 1702, est formé de quatrains (œuvre apparentée aux Tetrasticha in Vetus et Novum Testamentum) ; un autre, en vers de douze syllabes sans strophes, plus connu, conservé en entier dans plusieurs manuscrits.

On a également une série de poèmes attribués au Ptochoprodromos (le « mendiant Prodrome »), sans qu'il soit clairement établi s'il s'agit de textes de Prodrome lui-même, d'un imitateur ou encore d'une parodie. Ces Poèmes ptochoprodromiques sont cinq complaintes composées en langue vernaculaire. Le quatrième poème (complainte d'un jeune moine sur les mœurs scandaleuses de ses compagnons de monastère) est attribué par un manuscrit à un « Hilarion (Ptocho)prodromos » qui serait, selon certains, le fils de Théodore, mais aucun élément concret n'appuie cette thèse.

## Éditions
- PG, vol. 133, col. 1003-1424 (Opera omnia ; col. 1101-1176 : Tetrasticha in Vetus Testamentum ; col. 1176-1220 : Tetrasticha in Novum Testamentum ; col. 1239-1292 : Epistolæ).
- Emmanuel Miller, Émile Legrand (éds.), Trois poèmes vulgaires de Théodore Prodrome publiés pour la première fois avec une traduction française, Paris, Maisonneuve, 1875.
- Vasilij G. Vasilievskij (éd.), Νικολάου ἐκ Μεθώνης καὶ Θεοδώρου τοῦ Προδρόμου συγγραφέων τῆς ιβ' ἑκατονταετηρίδος βίος Μελετίου τοῦ νέου, in Pravloslavnyj Palestinskij Sbornik 17, Saint-Petersbourg, 1886 / Pamela Armstrong (éd.), The Lives of Meletios of Myoupolis, thèse, Queen's University, Belfast, 1989.
- Henry Stevenson (éd.), Theodori Prodromi Commentarii in carmina sacra melodorum Cosmæ Hierosolymitani et Ioannis Damasceni, Rome, ex Bibliotheca Vaticana, 1888.
- Carlo Castellani (éd. trad.), Epitalamio di Teodoro Prodromo per le nozze di Teodora Comnena e Giovanni Contostefano, Venise, frères Visentini, 1888.
- Carlo Castellani (éd. trad.), Epitalamio di Teodoro Prodromo per le nozze di Giovanni Comneno, Venise, frères Visentini, 1890.
- Louis Petit (éd.), « Monodie de Théodore Prodrome sur Étienne Skylitzès, métropolite de Trébizonde », IRAIK 8, 1902, p. 1-14.
- Dirk Christiaan Hesseling et Hubert Pernot (éds.), Poèmes prodromiques en langue vulgaire, Amsterdam, J. Müller, 1910, et Wiesbaden, M. Sändig, 1968.
- Ciro Gianelli (éd.), Calendario metrico di Teodoro Prodromo (calendrier en quatrains), in Analecta Bollandiana 75, 1957, p. 299-336.
- Herbert Hunger, Mit Faksims (éds.), Theodoros Prodromos. Katomyomachia, Byzantina Vindobonensia 3, Graz-Vienne-Cologne, 1968.
- Silvio Bernardinello (éd.), Theodori Prodromi De Manganis, Studi bizantini e neogreci 4, Padoue, Liviana editrice, 1972 (poème dédié à la sebastocratorissa Irène).
- Wolfram Hörandner (éd.), Theodoros Prodromos. Historische Gedichte, Wiener Byzantinische Studien  11, Vienne, Verlag der Österreichischen Akademie der Wissenschaften, 1974.
- Manolis Papathomopoulos (éd.), Τοῦ σοφωτάτου Θεοδώρου τοῦ Προδρόμου τὰ σχέδη τοῦ μυός, in Παρνασσός 21, 1979, p. 377-399.
- Hans Eideneier (éd.), Ptochoprodromus, Neogræca Medii Ævi 5, Cologne, Romiosini, 1991.
- Miroslav Marcovich (éd.), De Rhodanthes et Dosiclis amoribus libri IX, Stuttgart, Teubner, 1992.
- Michel Cacouros (éd.), Le Commentaire de Théodore Prodrome au second livre des Analytiques postérieurs d'Aristote (thèse, Université de Paris-IV, 1992).
- Gregorios Papagiannis (éd.), Theodoros Prodromos. Jambische und hexametrische Tetrasticha auf die Haupterzählungen des Alten und des Neuen Testaments, Wiesbaden, Beerenverlag, 1997 (quatrains iambiques en langue vernaculaire et quatrains dactyliques en grec homérique).
- Michael Grünbart (éd.), « Zwei Briefe suchen ihren Empfänger : wem schrieb Theodoros Prodromos (Epp. 10 und 11 PG) ? », Jahrbuch der Österreichischen Byzantinistik 51, 2001, p. 199-214.
- Tommaso Migliorini (éd.), Teodoro Prodromo. Amaranto o Gli amori di un vecchio, in Medioevo greco 7, 2007, p. 183-247 (dialogue à la Lucien).
- Mario d'Ambrosi (éd.), Teodoro Prodromo. I tetrastici giambici ed esametrici sugli episodi principali della vita di Gregorio Nazianzeno, Testi e studi bizantino-neoellenici 17, Rome, Université La Sapienza, 2008.
- Tommaso Migliorini (éd.), Gli scritti satirici in greco letterario di Teodoro Prodromo, Université de Pise, 2010.

## Article relié
- Littérature byzantine
- Léon Nikéritès